# Rambach (Schlüsselfeld)
Rambach ist ein Gemeindeteil der Stadt Schlüsselfeld im Landkreis Bamberg (Oberfranken, Bayern). Rambach liegt in der Gemarkung Heuchelheim.

## Geografie
Das Kirchdorf liegt nördlich der Reichen Ebrach. Es bildet mit dem östlich gelegenen Schlüsselfeld eine geschlossene Siedlung und ist ansonsten von Acker- und Grünland umgeben. Im Westen wird die Flur Schwemm genannt, im Nordwesten befinden sich die Wernerleite und der Katzenbuck. Die Staatsstraße 2260 verläuft nach Schlüsselfeld (0,6 km südöstlich) bzw. nach Aschbach (3 km westlich).

## Geschichte
Der Ort wurde im Würzburgischen Lehenbuch von 1303 erstmals urkundlich erwähnt. Albert Irrer gehörten im Ort drei Hufen und der Zehnt. Eine Hufe und ein Teil des Zehnts gehörte den Brüdern Luzo, Heinrich und Werner de Ronebach (=Rambach), wie aus dem Lehenbuch von 1310 hervorgeht. Des Weiteren hatten Eberhard und Hermann von Thüngfeld Zehntanteile zweier Mühlen. In der Folgezeit erwarben die von Thüngfeld noch weitere Ansprüche im Ort. Im 16. Jahrhundert fielen diese Lehen an das Hochstift Würzburg heim. Neben Würzburg waren noch die Grafen von Castell Lehnsherren. 1802 gab es im Ort 26 Untertansfamilien.
Im Rahmen des Gemeindeedikts wurde Rambach dem 1810 gebildeten Steuerdistrikt Heuchelheim und der im selben Jahr gebildeten Ruralgemeinde Heuchelheim zugewiesen.
Am 1. Juli 1972 wurde Rambach im Zuge der Gebietsreform in die Stadt Schlüsselfeld eingegliedert.

## Baudenkmäler
- Rambach 1: Hofeinfahrt
- Rambach 2: Filialkirche St. Sebastian
- Rambach 3: Bauernhaus mit Stadel
- Drei Bildstöcke

## Einwohnerentwicklung
| Jahr      | 001827 | 001861 | 001871 | 001885 | 001900 | 001925 | 001950 | 001961 | 001970 | 001987 | 002019 | 002022 |
| Einwohner | 70     | 150    | 156    | 157    | 149    | 157    | 182    | 165    | 149    | 158    | 144    | 139    |
| Häuser    |        |        |        | 27     | 27     | 27     | 27     | 28     |        | 41     |        |        |
| Quelle    | [ 9 ]  | [ 10 ] | [ 11 ] | [ 12 ] | [ 13 ] | [ 14 ] | [ 15 ] | [ 16 ] | [ 17 ] | [ 18 ] |        | [ 1 ]  |

## Religion
Der Ort ist römisch-katholisch geprägt und nach St. Johannes der Täufer (Schlüsselfeld) gepfarrt. Die Einwohner evangelisch-lutherischer Konfession sind nach St. Laurentius (Aschbach) gepfarrt.